# Кутред (король Вессексу)
Кутред (давн-англ. Cuthred, Cuþræd; ? —756) — король Вессексу в 740—756 роках.

## Життєпис
Про походження замало відомостей. Місце та дата народження невідомі. Був братом короля Етеларда, після смерті якого у 740 році став новим королем Вессексу.
Відразу після сходження на трон спробував звільнитися від залежності з боку королівства Мерсія, проте зазнав поразки від короля Етельбальда. У 743 році  брав участь у поході короля Мерсії проти бриттських королівств Гвінед й Повіс.
Залежність від Мерсії викликало невдоволення. Також, напевне, Кутред не зовсім мав законні підстави для панування. У 748 році повстав етелінг Кінрік, якого було переможено та страчено. У 749 році зумів домогтися розширення своїх прав по відношенню до Мерсії, повернувши Сомерсет і Вілтшир. У 750 році повстав елдормен Етельгун, якому також завдано поразки. Того ж року уклав союз з Енгусом I, королем Піктії.
У 752 році Кутред вдруге повстав проти Мерсії. У вирішальній битві при Берфорді королю Етельбальду завдано рішучої поразки. Після цього Вессекс здобув незалежність. У 753 році рушив проти Думнонії, завдавши королівству поразки й захопивши Корнуолл.
Помер у 756 році. Йому спадкував родич Сігеберт.